# 拉塔 (南卡罗来纳州)
拉塔（英文：Latta），是美国南卡罗来纳州下属的一座城市。城市类型是“Town”。其面积大约为1.1平方英里（2.84平方公里）。根据2010年美国人口普查，该市有人口1,379人，人口密度约为每平方 英里1,258.21人（约合每平方公里485.81人）。